# بانک مرکزی کنگو

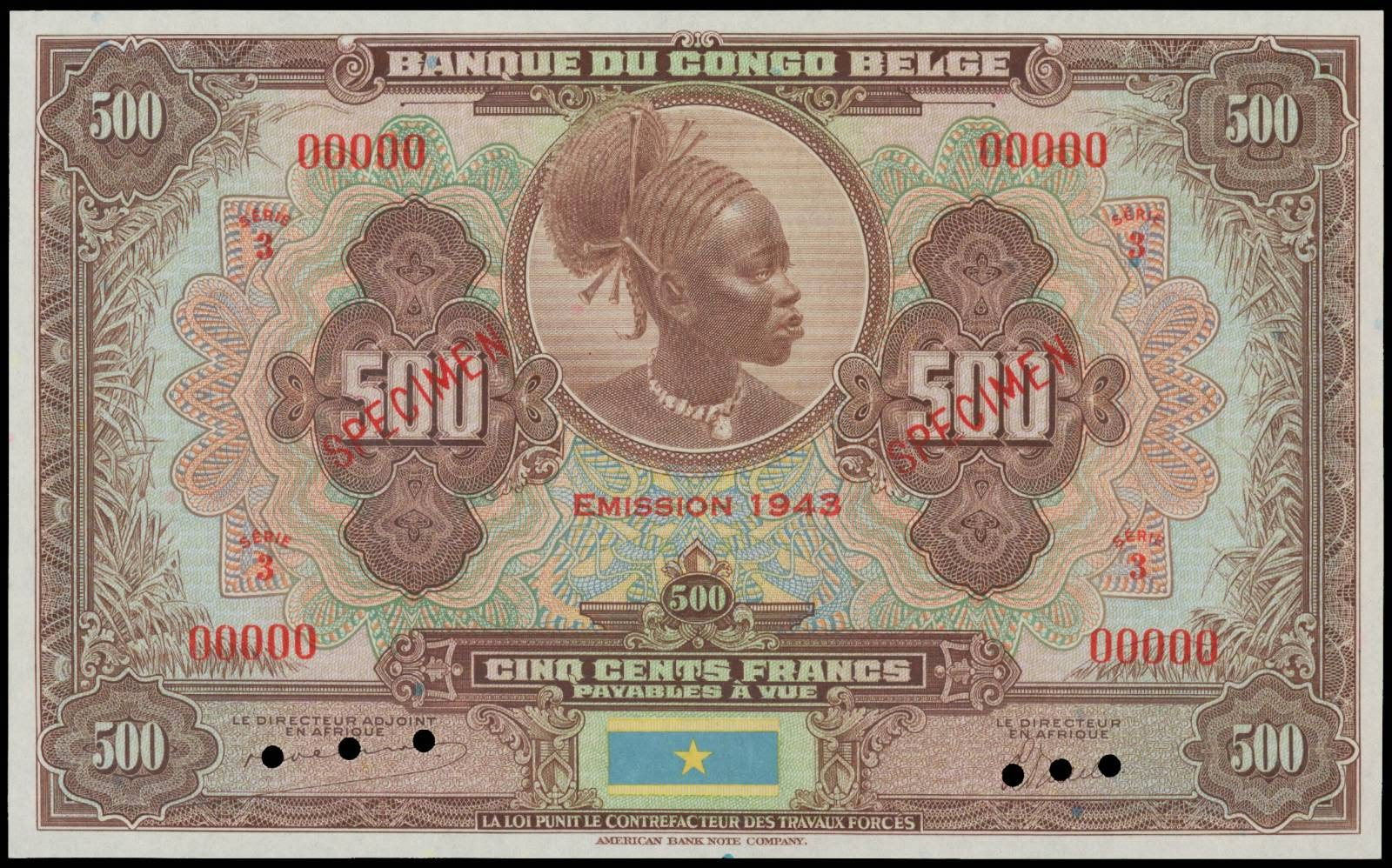
یک اسکناس چاپ‌شده توسط بانک مرکزی کنگو - ۱۹۴۳

بانک مرکزی کنگو (فرانسوی: Banque centrale du Congo‎) بانک مرکزی جمهوری دموکراتیک کنگو است، که در سال ۱۹۹۷ توسط دولت کنگو تأسیس شد.